# Microsoft .NET
Pour les articles homonymes, voir .net (homonymie).
Microsoft .NET ou simplement .NET (prononcé « dot net ») est le nom donné à un ensemble de produits et de technologies informatiques de l'entreprise Microsoft pour rendre des applications facilement portables sur Internet. Le but est de fournir un serveur web local permettant de gérer des services et évitant d'externaliser des données privées sur un service web de stockage ou un hébergement web tiers.
La plate-forme .NET s'appuie sur plusieurs technologies :
- les systèmes d'exploitation propriétaires Microsoft Windows ;
- des protocoles de communication fondés sur le Framework .NET et non plus sur les modèles COM ou OLE ;
- une bibliothèque logicielle compatible Framework .NET et non plus MFC, GDI… ; ce framework a été conçu par Anders Hejlsberg, père de Delphi, qui a développé entre autres le langage C#[3] ;
- un environnement d'exécution de code fondé sur la CLI multi-langage ;
- MSBuild : un outil de gestion de projet avec plusieurs compilateurs ;
- Visual Studio : un IDE utilisant la métaprogrammation et compatible avec Visual C++ ;
- Framework .NET : un ensemble de bibliothèques de haut niveau ;
- une portabilité pour les systèmes d'exploitation Windows et Windows Mobile ;
- des composants facilitant le développement de services (MapPoint) et d'applications locales ou web (ASP.NET) ;
- mise en œuvre de la norme Unicode.

La solution s'appelle Framework .NET initialement (de 2002 à  2022), et en parallèle à partir de 2016, la suite se prépare sous le nom .NET Core qui est désormais la seule.

## Principales caractéristiques de .NET
InteropérabilitéDu fait de la nécessité de pouvoir interagir avec les anciennes applications, le framework fournit des moyens pour accéder aux fonctionnalités en dehors de l'environnement .NET. La possibilité d'accéder aux composants COM est fournie par les espaces de noms System.Runtime.InteropServices et System.EnterpriseServices. L'accès aux autres fonctionnalités est fourni grâce à P/Invoke.
Common Runtime EngineLes langages de programmation du framework sont compilés dans un langage intermédiaire appelé Common Intermediate Language, ou CIL (anciennement connu sous le nom de Microsoft Intermediate Language, ou MSIL). Ce langage n'est pas interprété, mais subit une compilation à la volée et une compilation au niveau de la Common Language Runtime (CLR). La CLR est l'implémentation de la CLI.
Indépendance du langageLa spécification du Common Type System (ou CTS) définit l'ensemble des types de données et structures de programmation supportés par la CLR ainsi que leurs interactions. Par conséquent, le .NET Framework supporte l'échange des instances des types entre les programmes écrits dans un des langages .NET.
| Version | Numéro de version | C# Version | Date de sortie    | Visual Studio            | Par défaut dans Windows                      |
| ------- | ----------------- | ---------- | ----------------- | ------------------------ | -------------------------------------------- |
| 1.0     | 1.0.3705.0        | C# 1.0     | 13 février 2002   | Visual Studio .NET 2002  | Windows XP versions Tablette et Media Center |
| 1.1     | 1.1.4322.573      | C# 1.1     | 24 avril 2003     | Visual Studio .NET 2003  | Windows Server 2003                          |
| 2.0     | 2.0.50727.42      | C# 2.0     | 7 novembre 2005   | Visual Studio 2005       | Windows Server 2003 R2                       |
| 3.0     | 3.0.4506.30       | C# 3.0     | 6 novembre 2006   |                          | Windows Vista, Windows Server 2008           |
| 3.5     | 3.5.21022.8       | C# 3.0     | 19 novembre 2007  | Visual Studio 2008       | Windows 7, Windows Server 2008 R2            |
| 4.0     | 4.0.30319.1       | C# 4.0     | 12 avril 2010     | Visual Studio 2010       | Windows Server 2008 R2 SP1                   |
| 4.5     | 4.5               | C# 5.0     | 12 septembre 2012 | Visual Studio 2012       | Windows 8, Windows Server 2012               |
| 4.5.1   | 4.5.50938.18408   | C# 5.0     | 17 octobre 2013   | Visual Studio 2013       | Windows 8.1, Windows Server 2012 R2          |
| 4.6     | 4.6.00081         | C# 6.0     | 20 juillet 2015   | Visual Studio 2015       | Windows 10, Windows Server 2016              |
| 4.6.2   |                   | C# 7.0     | mars 2017         | Visual Studio 2017       | Windows 10                                   |
| 4.7     |                   | C# 7.1     | août 2017         | Visual Studio 2017 v15.3 | Windows 10                                   |
| 4.7.1   |                   | C# 7.2     | novembre 2017     | Visual Studio 2017 v15.5 | Windows 10                                   |
| 4.7.2   |                   | C# 7.3     | mai 2018          | Visual Studio 2017 v15.7 | Windows 10                                   |
| 4.8     |                   | C# 7.3     | mai 2019          | Visual Studio 2019 v16.3 | Windows 10, Windows 11                       |
| 4.8.1   |                   |            | août 2022         | Visual Studio 2022 v17.3 | Windows 11                                   |

## Architecture

Visualisation du fonctionnement de la Common Language Infrastructure (CLI)

### CLI, CIL et CLR
Le framework .Net repose sur la Common Language Infrastructure (ou CLI). Son but est de fournir un langage indépendant de la plate-forme, aussi bien pour le développement que pour l'exécution. Elle inclut des fonctions pour gérer les erreurs, le ramasse-miettes, la sécurité et l'interopérabilité avec les objets COM. L'implémentation de la CLI par Microsoft est appelée Common Language Runtime (ou CLR).
Voir aussi : Dynamic Language Runtime et Machine virtuelle de haut niveau.

#### CLR et Sécurité
La sécurité est gérée par le CAS (Code Access Security). CAS est fondé sur un système de preuves associées à une assembly particulière. La « preuve » est l'origine de l’assembly (Installation en local, téléchargement à partir d'Internet ou d'un Intranet, …). CAS utilise cette preuve pour déterminer les permissions données au code. Un code peut demander une autorisation pour le code qu'il appelle. La demande d'autorisation sait quand le CLR parcourt la pile d'appel : chaque assembly de chaque méthode dans la pile est vérifiée. Si au moins une de ces assembly n'est pas autorisée à avoir la permission demandée une exception est levée.
Quand une assembly est chargée, le CLR effectue divers tests dont la validation et la vérification. Pendant la validation, le CLR vérifie que l’assembly contient un code et des métadonnées valides. Après, il vérifie que les tables internes sont correctes. La vérification vérifie que le code ne fait rien de dangereux. Le code non-sûr sera exécuté uniquement si l’assembly a la permission ‘skip verification’.
Le .NET Framework utilise des appdomains (domaine d'application) comme mécanisme pour isoler le code d'un processus. Un appdomain peut être créé et du code chargé ou déchargé d'un appdomain indépendamment des autres appdomain. Les appdomains peuvent aussi être configurés indépendamment avec différents privilèges de sécurité. Ceci peut aider à améliorer la sécurité d'une application en séparant le code potentiellement dangereux du reste. Cependant, le développeur doit séparer l'application en plusieurs sous-domaines, ce qui n'est pas à la charge du CLR.

#### CLR et Gestion de la mémoire
Le CLR prend en charge la gestion de la mémoire (allocation et libération). L'allocation de la mémoire pour les instances des types .NET (objets) est effectuée de façon continue à partir du tas. Aussi longtemps qu'il existe une référence vers un objet (directe ou indirecte via un graphe), l'objet est considéré comme étant utilisé par le CLR. Dès qu'il n'y a plus de référence sur un objet (ie, il ne peut plus être ni atteint ni utilisé), le ramasse-miettes en anglais : Garbage Collector, qui s'exécute périodiquement sur un processus léger différent de celui de l'application, passe libérer l'objet de la mémoire.
Le ramasse-miettes du .NET est non-déterministe : il s'exécute seulement après qu'une certaine quantité de mémoire a été allouée ou s'il y a un défaut de mémoire. Il n'y a pas moyen de déterminer quand les conditions de déclenchement du ramasse-miettes sont satisfaites. Chaque application .NET possède un ensemble d'éléments racines qui sont des pointeurs maintenus par le CLR et qui pointent sur les objets du tas gérés. Ceci inclut des références aux objets statiques, à ceux définis comme variables locales, aux paramètres définis dans la portée courante du code et enfin aux registres processeurs. Quand le ramasse-miettes s'exécute, il suspend l'application et, pour chaque objet référencé dans la racine, il énumère récursivement, grâce aux métadonnées .NET et à la réflexion, tous les objets qu'il peut atteindre et les marques. Il énumère ensuite tous les objets sur le tas (qui étaient initialement alloués de façon continue) en utilisant la réflexion ; tous les objets qui n'ont pas été marqués sont alors considérés comme des déchets. C'est la phase de marquage. Cependant, ce procédé laisse des morceaux de mémoire libre entre les objets encore référencés ; ces objets sont ensuite compactés en utilisant memcpy pour rendre l'espace mémoire utilisé à nouveau continu. Les adresses des pointeurs sont mises à jour en conséquence. Après ces opérations, l'application reprend son exécution.
En réalité, le ramasse-miettes est fondé sur un système de génération. Chaque objet se voit affecté à une génération ; les objets nouvellement créés appartiennent à la génération 0. Les objets qui restent après la première passe du ramasse-miettes se voient promus à la génération 1 et les objets qui restent après une deuxième passe sont promus à la génération 2 (niveau maximum). Les objets ayant un niveau de génération élevé sont moins souvent analysés par le ramasse-miettes que les objets ayant un faible niveau de génération. Cet algorithme espère améliorer l'efficacité du ramasse-miettes, car les vieux objets ont tendance à avoir une durée de vie plus longue que les nouveaux objets.

Ancien logo.

## Avantages
- Le framework, maintenant en 4.8, est une bibliothèque homogène, efficace et performante.
- Avec l’avènement des applications web, l'environnement .Net devient accessible sur n'importe quel client, MVC5 fournit tous les outils pour développer des WebAPI serveur et des interfaces HTML5 Clients. Quant au WPF browser il est lui supporté sur desktop via des plugins chrome et firefox.
- Mono et Xamarin ont rendu disponible l'environnement .Net en natif sur Android, iOS et Linux.

## Inconvénients
- Les applications fonctionnant avec du code managé en utilisant les environnements tels que le CLR du Framework Microsoft ou la JVM Java ont tendance à nécessiter plus de ressources systèmes que des applications fournissant les mêmes fonctionnalités mais qui accèdent plus directement aux ressources. Cependant, certaines applications ont montré de meilleures performances en utilisant le .NET Framework qu'en utilisant leur version en code natif. Ceci peut être attribué aux optimisations du runtime rendues possibles par un tel environnement, à l'utilisation de fonctions performantes au sein du framework, à la compilation à la volée du  « managed code » ou encore à certains aspects de la CLR[6].
- Les langages compilés à la volée produisent du code qui peut être plus facilement rétro-analysé que s'il était écrit en code natif, avec par exemple avec des outils comme dotPeek de JetBrains, où la qualité de la décompilation permettent quasiment une recompilation directe du code rétro-décompilé. Par conséquent il y a un risque en ce qui concerne la perte de secrets et le risque de passer outre aux mécanismes de contrôle de licence. Plusieurs techniques pour rendre le code impénétrable ont déjà été développées pour l'empêcher. Visual Studio 2005 inclut un tel outil (dotfuscator). Ce type d'outil tente de limiter les analyses ou altérations du code binaire rendues possibles par des logiciels comme Reflector[7] ou Reflexil[8].
- Puisque le framework n'est pas porté sur les anciennes versions de Windows, une application utilisant un framework doit vérifier qu'il est présent, et s'il n'est pas présent, l'application doit guider l'utilisateur pour l'installer. Cette contrainte peut dissuader certains utilisateurs d'utiliser l'application.
- Les versions récentes du framework (3.5 et supérieures) ne sont pas préinstallées, quelle que soit la version de Windows.[réf. nécessaire] Certains développeurs sont dérangés par la taille importante du framework (environ 54 Mio pour le .NET 3.0 et 197 Mio pour la version 3.5) et par le manque de fiabilité des installateurs. Ce problème est en partie résolu par l'introduction d'une version allégée .Net Client Profile[9], et qui ne pèse que 26,5 Mio.